# Вулиця Старицької-Черняхівської
Ву́лиця Стари́цької-Черняхі́вської — вулиця у Святошинському районі міста Києва, селище Жовтневе. Пролягає від вулиці Тараса Бульби-Боровця до Жмеринської вулиці.
Прилучаються вулиці Петра Дорошенка і Академіка Біляшівського.

## Історія
Вулиця виникла в середині XX століття, мала назву вулиця Кірова, на честь радянського партійного діяча Сергія Кірова. У липня 1965 року — вулиця Антонова-Овсієнка, на честь радянського партійного діяча Володимира Антонова-Овсієнка. З листопада 1965 року — Кіровська вулиця.
Сучасна назва на честь української письменниці та громадської діячки Людмили Старицької-Черняхівської — з 2018 року.